# HD16903
HD16903 є хімічно пекулярною зорею спектрального класу
A3 й має видиму зоряну величину в смузі V приблизно  9,2.